# Lady Adel Fine
Lady Adel Fine is het 6de stripalbum uit de reeks Steven Sterk. Het scenario voor dit verhaal komt van Peyo en Yvan Delporte. François Walthéry tekende het verhaal. De decors zijn getekend door Marc Wasterlain.

## Verhaal
Meneer Vladlavodka's neef, Melchior, stopt batterijen in de robotversie van Mevrouw Adolphine (zie Mevrouw Adolphine). De kwaadaardige robot komt tot leven en wordt een gangsterleider in prinsdom San Sone. Ze laat zich er Lady Adel Fine noemen. Steven, Vladlavodka en Melchior willen haar uitschakelen en vertrekken naar San Sone.
Melchior spreekt bij de douane over Lady Adel Fine. Prompt worden ze streng gecontroleerd en nadien achtervolgd. Ze gaan naar de politie, maar die houden hen op met de gekste vragen, duidelijk met instructies van Lady Adel Fine. Steven besluit alleen op pad te gaan. Hij komt de robot tegen en zet de achtervolging in. Uiteindelijk vindt hij haar in een hotel, maar de robot speldt de naïeve Steven wat op de mouw: ze beweert goede daden te doen en leidt Steven rond in de stad waar ze al haar zogenaamde weldaden doet. Het zijn echter stuk voor stuk dekmantels voor criminele praktijken. Steven stelt vast dat hij de robot beter kan laten doen.
Intussen is een zekere Gomez aangekomen in San Sone. Hij is een oude bekende van Lady Adel Fine: zij stuurde hem het land uit en nam zijn criminele zaakjes over. Hij is van plan de zaakjes terug over te nemen. Lady Adel Fine vraagt Steven of die zijn grote kracht niet wil gebruiken om de gangsterbende van Gomez weg te jagen. Hij stemt toe, maar wordt verkouden en verliest zijn kracht. Terwijl hij uitziekt, proberen de twee gangsterbendes elkaar uit te schakelen. Steven ontdekt echter dat de robot hem wat heeft voorgelogen en loopt weg, maar niemand gelooft zijn verwarrende verhaal. Steven gaat de robot dan maar zelf even zeggen waar het op staat. Hij gaat haar opzoeken in het theater, maar zij kan hem weer ompraten: als hij haar uitschakelt, zal Gomez de stad terroriseren. Steven gaat weer akkoord. Intussen kreeg de bende van Gomez binnen te dringen in het theater. Ze openen het vuur op Lady Adel Fine. Samen met Steven vlucht ze weg, maar haar batterijen raken op. Ze worden gevangen en opgesloten in een kelder.
In de kelder maakt Lady Adel Fine duidelijk dat ze elektriciteit nodig heeft. Hij laadt haar op. Met een haarspeld opent ze de deur, belt haar bende en vlucht weg met Steven in een auto. Gomez zet de achtervolging in, maar zij worden gehinderd door de bende van Lady Adel Fine. Steven blijkt ook zijn kracht terug te hebben en confronteert beide bendes. Deze rijden met hun auto's volle vaart op Steven in. En kort maar hevig gevecht volgt waarin Steven alle auto's tot moes slaat, er een toren van maakt en zo alle bandieten gevangen zitten. Ten slotte schakelt hij de robot uit. De politie moet enkel nog het puin ruimen, al snapt niemand wat er gebeurd is.
Steven, meneer Vladlavodka en neef Melchior rijden met de robot terug huiswaarts. Maar zij steelt de accu van de auto en loopt weg. De drie zetten onmiddellijk de achtervolging in.

## Trivia
- De vertaler lijkt een vergissing te hebben gemaakt door meneer Wladlawodka, die eerder een rol had in het album Mevrouw Adolphine op pagina 4 te introduceren met de nieuwe naam 'Serge Isinitof'. Op pagina 9 noemt Steven Sterk hem 'Isinitof Vladlavodka' (met een V in plaats van een W) en daarna wordt hij om en om als 'Serge' en als 'Vladlavodka' aangesproken, maar nooit meer als 'Isinitof'.
- De liftbediende in Hotel L'Heritage op pagina 15 lijkt op Robbedoes.
- Als Gifspin Gomez op het vliegveld aankomt op pagina 26 is Walthéry's eigen stripfiguur Natasja naast het vliegtuig te zien.